# 1831 Николсон
1831 Николсон (1831 Nicholson) је астероид главног астероидног појаса чија средња удаљеност од Сунца износи 2,238 астрономских јединица (АЈ).
Апсолутна магнитуда астероида је 12,8.